# Giuseppe Santomaso
Giuseppe Santomaso, né à Venise (Italie) le 26 septembre 1907 et mort dans cette ville le 23 mai 1990, est un peintre italien.

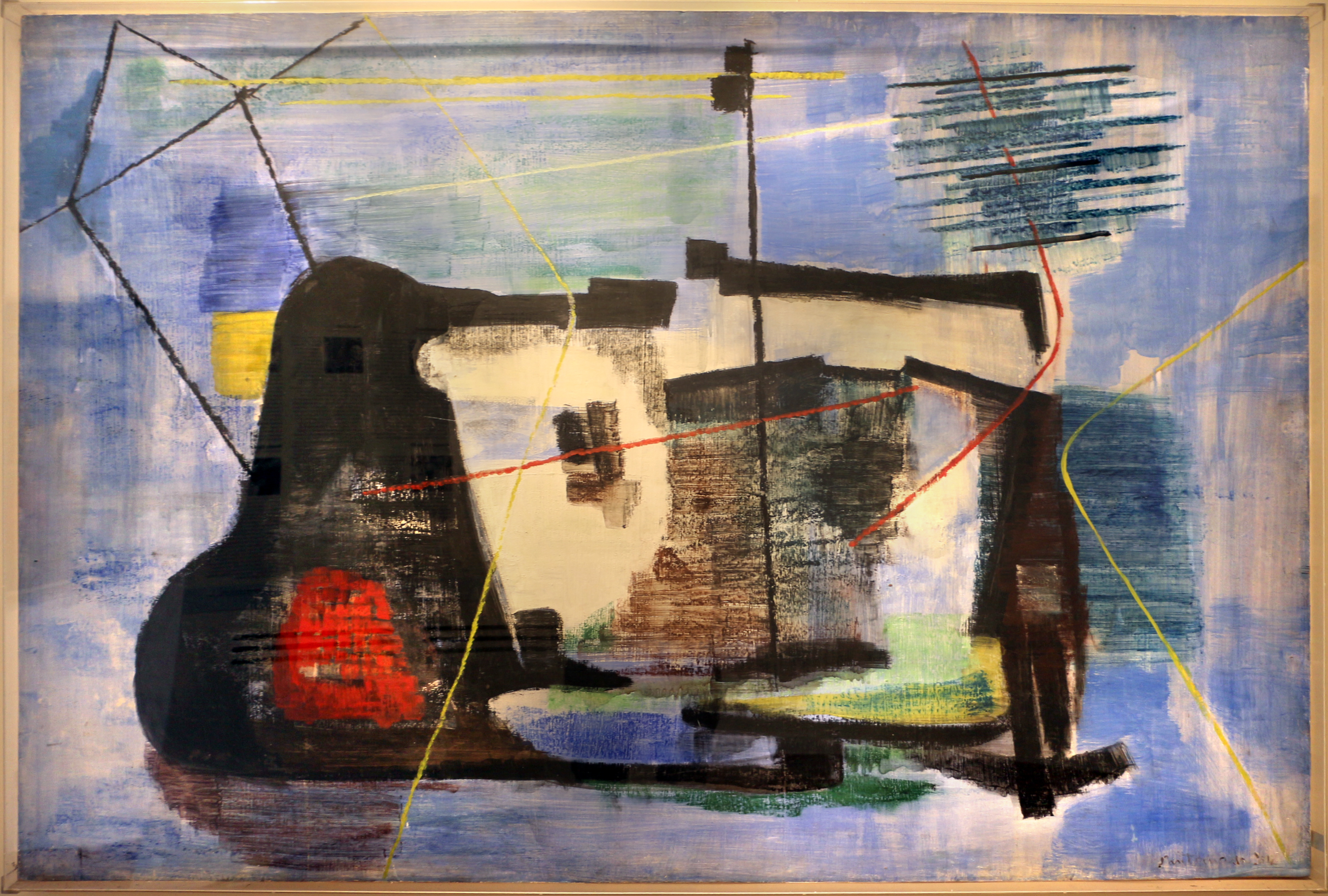
Giuseppe Santomaso, il muro del pescatore, 1954
Collezione Mosaici Moderni, Pinacotecan Ravenne.

## Biographie
Giuseppe Santomaso a appartenu au groupe d'artistes italiens Gruppo degli otto (it) (Groupe des Huit), fondé en 1952 et dissout en 1954.